# Brigade du Bouclier Jaramana
 (juillet 2025).
La Brigade du Bouclier Jaramana ( arabe : لواء درع جرمانا   ) est une milice druze basée à Jaramana, une banlieue de Damas, en Syrie.
Elle est connue pour son soutien actif au gouvernement syrien durant la guerre civile, et joue un rôle dans la protection des quartiers druzes contre les incursions armées.

## Arrière-plan
Lors de l' offensive de 2024 dans le sud de la Syrie, la salle des opérations du Sud comptait des composantes druzes, dont la brigade Al-Jabal, les forces Sheikh al-Karama et les Hommes de la Dignité, qui étaient alignées contre le régime d'Assad.
Cette participation active de groupes druzes opposés au régime a mis en évidence les divisions internes au sein de la communauté druze syrienne, entre factions loyales au pouvoir central et autres prônant l'autonomie locale et la résistance armée.

## Histoire
Le 28 février 2025, des individus armés non identifiés ont attaqué un véhicule transportant des civils druzes près de l'aéroport international de Damas à Jaramana, blessant deux passagers âgés. Le même jour, une confrontation mortelle a eu lieu à un poste de contrôle local près de Jaramana entre les forces de sécurité et le personnel du ministère de la Défense, entraînant la mort d'un membre des forces de sécurité et la blessure d'un autre,,,.
Ces événements ont ravivé les tensions sécuritaires dans la région de Jaramana, mettant en lumière la fragilité de la situation et la multiplication des incidents impliquant des acteurs armés non identifiés autour de la capitale.
Le lendemain, des affrontements ont éclaté entre les forces du gouvernement de transition syrien et des groupes armés druzes locaux, dont la Brigade Bouclier de Jaramana, lors d'une opération de sécurité à Jaramana. Ces affrontements ont fait au moins un mort et environ neuf blessés. Il y a eu un affrontement entre Hay'at Tahrir al-Sham (HTS) et la Brigade du Bouclier Jaramana au cours duquel un membre du HTS a été tué.
Un ultimatum lancé le 2 mars par le gouvernement de transition syrien a contraint le Comité d'action locale de Jaramana et la Brigade du Bouclier de Jaramana à se rendre,.